# Pomáz
Pomáz é uma cidade da Hungria, situada no condado de Peste. Tem 49,03 km² de área e sua população em 2019 foi estimada em 17.139 habitantes.